# 即時制
即時制（英語：Real-time）是一種進行模式，表示與事件進行的同時，所有其他動作、因素都與時並進，較常見於遊戲領域，相對於回合制遊戲，是一種比較擬真的遊戲進行方式。